# エリカ・クルス
エリカ・ロサルバ・クルス・エルナンデス（Erika Rosalba Cruz Hernández、1990年5月3日 - ）は、メキシコのプロボクサーである。第7代WBA女子世界フェザー級王者、元WBA女子世界スーパーバンタム級王者。メキシコシティ出身。

## 来歴
2016年3月6日、Diana Gabriela Ojeda Crespo戦でプロデビューし判定勝利。
2016年6月25日、Alondra González Flores戦で判定負け。
2016年8月26日、Guadalupe Zi Jaimesを1回TKOで降し2勝目。以降は連勝。
2019年3月8日、プロ11戦目でVissia TrovatoとのWBC女子フェザー級シルバー王座決定戦に臨み、3-0判定で初タイトル獲得。
2021年4月22日、アメリカ・ニューヨーク州ウェストポイントにてジェレーナ・ムルジェノビッチが持つWBA女子世界フェザー級王座に挑み、7回途中偶然のバッティングによる負傷判定3-0で勝利し、初の世界王座獲得。
2021年11月26日、Melissa Esquivelを2-1判定で降し、WBA王座初防衛。
2022年9月3日、ジェレーナ・ムルジェノビッチとの再戦を10回3-0判定で返り討ちにし、2度目の防衛に成功。
2023年2月4日、ニューヨーク・マディソン・スクエア・ガーデン内フールー・シアターにてWBC・IBF・WBO・IBO4団体王者アマンダ・セラノとの5団体王座統一戦に臨むが、0-3判定で敗れWBA王座陥落。
2023年11月18日、カリフォルニア州・イングルウッドのYouTubeシアターでマイヤリン・リバスの持つWBA女子世界スーパーバンタム級王座に挑戦し、10回2-0（98-92、97-93、95-95）の判定を制し2階級制覇達成。
2024年5月11日、メキシコ・アグアスカリエンテスでナザレナ・ロメロと対戦し、1-1の判定で引き分けとなったが王座の初防衛に成功した。しかし、マッチルーム・スポーツの依頼でドラッグ・フリー・スポーツによって4月29日に実施されていた薬物検査で、クルスの尿サンプルから3種類の禁止薬物（スタノゾロロール代謝物16b-ヒドロキシスタノゾロロール、3'-ヒドロキシスタノゾロ、フロセミド）の陽性反応が検出されたため、WBAはクルスのWBA女子世界スーパーバンタム級王座を剥奪した。

## 戦績
- 19戦 17勝 3KO 2敗

## 獲得タイトル
- WBC女子フェザー級シルバー王座
- 第7代WBA女子世界フェザー級王座（防衛0=陥落）
- 第11代WBA女子世界スーパーバンタム級王座（防衛0=剥奪）